# Giovanni Lepri (ballerino)
Giovanni Lepri (ca. 1822 – ca.1892) è stato un ballerino e coreografo italiano, la cui attività è documentata dal 1843 al 1881.

## Biografia
Le prime notizie sull'attività di Giovanni Lepri risalgono al 1843, anno in cui si esibì a Livorno e a Perugia nel balletto Sofia di Moscovia di Antonio Monticini. Primo ballerino al teatro della Concordia di Cremona nel 1846, studiò poi con il maestro Carlo Blasis al teatro alla Scala, dove fu regolarmente primo ballerino dal 1857 al 1862. Interpretò Il Conte di Montecristo coreografato da Giuseppe Rota nel 1857, La Giocoliera e Rodolfo di Pasquale Borri nel 1857 e 1858.
Molto legato a Firenze, vi si trasferì stabilmente nel 1864 quando fu nominato direttore della neo-istituita scuola di ballo del teatro la Pergola. Tra il 1867 e il 1868 si esibì in Fiammella di Pasquale Borri, ripresa da Cesare Cecchetti. Fu maestro, tra i vari, di Virginia Zucchi e Giuseppina De Maria. Nella sua scuola privata a Firenze insegnò a Enrico Cecchetti.
Si presume sia deceduto in Messico fra il 1892 e il 1893.